# Null Island
Null Island est une île imaginaire située dans le golfe de Guinée, créée par Natural Earth (une base de données géographiques). Cette île, un carré d'un mètre de côté, se situe au croisement de l'équateur et du premier méridien, aux coordonnées 0° N, 0° E,.
Elle a pour particularité d'avoir des coordonnées géographiques nulles (0, 0). En conséquence, certains logiciels de géocodage qui n'arrivent pas à déterminer une position géographique valable et utilisent par défaut les valeurs 0 désignent ainsi involontairement la Null Island en lieu et place d'un autre emplacement. Son nom Null lui vient du mot-clé informatique homonyme qui désigne un élément n'ayant aucune valeur.
L'île a été créée officiellement en 2011 par la base de données Natural Earth.
Une « république de Null Island » a alors été créée, avec son propre drapeau qui représente l'intersection entre le premier méridien et l'équateur terrestre, et son propre site web.
Une carte de cette île imaginaire a également été dessinée, à partir d'une île apparaissant dans le jeu vidéo Myst, lancé sur Macintosh en 1993 et considéré comme très réaliste à l’époque.
À l'emplacement de Null Island est aujourd'hui située une petite station météorologique avec une bouée, installée par le programme Prediction and Research Moored Array in the Atlantic (en) (PIRATA) pour collecter des observations océaniques et météorologiques dans l'Atlantique.